# Parti socialiste européen
Pour les articles homonymes, voir PSE.
 (juin 2008).
Si vous disposez d'ouvrages ou d'articles de référence ou si vous connaissez des sites web de qualité traitant du thème abordé ici, merci de compléter l'article en donnant les références utiles à sa vérifiabilité et en les liant à la section « Notes et références ».
Le Parti socialiste européen (PSE) est un parti politique européen regroupant les partis socialistes, sociaux-démocrates et travaillistes d'Europe. Son groupe politique est le deuxième en taille au Parlement européen après les élections de 2019 (154 députés en juillet 2019). Selon la tradition européenne, il peut participer à des majorités de circonstance avec le Parti vert européen et le Parti de la gauche européenne, comme avec le Parti populaire européen et Renew Europe. Le PSE est lié à l'Internationale socialiste.

## Histoire

### Mouvement socialiste en Europe
Depuis le milieu du XIXe siècle il existe des partis socialistes, sociaux-démocrates ou travaillistes en Europe. Ils ont toujours eu des liens entre eux. C'est ainsi qu'il y a plus de cent ans, en août 1904, le congrès de l’Internationale socialiste (essentiellement européenne) réuni à La Haye est la première étape de l'unité des socialistes français, réalisée l’année suivante.
Lorsque certains pays ont été sous le joug de régimes totalitaires, les relations nouées entre les différents pays ont permis à la solidarité entre socialistes de fonctionner. C’est ainsi que la gauche française aide, clandestinement les socialistes espagnols pendant la guerre civile, que les Suédois accueillent les sociaux-démocrates allemands ou autrichiens qui luttent contre le nazisme ou qu’à nouveau la France sert de base à la reconstruction de la gauche espagnole, portugaise ou grecque pendant les années 1960 et 70.
Les sociaux-démocrates perçoivent l’Europe comme autre chose qu’un vaste marché sans règles. Depuis toujours, la tradition ouvrière et internationaliste de la social-démocratie a conduit la gauche européenne à mettre en pratique une forme de gouvernement qui a dominé toute l’Europe pendant plus d’un demi-siècle. C’est l’État-providence.
Ce qui caractérise la gauche européenne, c’est sa diversité. En Grande-Bretagne, les syndicats ouvriers ont construit un parti pour les représenter, c'est le travaillisme. En Allemagne ou dans les pays scandinaves, les partis sociaux-démocrates ont créé tout un ensemble de structures pour défendre les droits des travailleurs dans toute la société. En France et dans les pays méditerranéens, les partis socialistes et les syndicats n'ont quant à eux pas de liens organiques.
En Europe de l'Est, les partis actuels sont soit les héritiers d’anciens partis sociaux-démocrates d’avant la Seconde Guerre mondiale, soit les successeurs des partis staliniens de l’ère soviétique. En réalité, la tradition démocratique que l’on a vu s’exprimer à Berlin et en Pologne, en Hongrie ou en Tchécoslovaquie entre 1948 et 1981 venait elle-même d’un mouvement ouvrier dynamique depuis la deuxième moitié du XIXe siècle. Souvent dans les pays de l'est, les mouvements socialistes et sociaux-démocrates sont clairement séparés. Alors que les formations socialistes traditionnelles ont, après la Seconde guerre mondiale, fusionné avec les partis communistes, les partis sociaux-démocrates se sont maintenus dans la clandestinité, et certains d'entre eux en exil se sont regroupés au sein de l'Union socialiste d’Europe centrale et orientale. Cet éclatement de la gauche modérée va plus loin lorsque existent dans certains pays comme la Hongrie des formations dites « libérales de gauche » (SzDSz).

### 1974-1992: la Confédération des partis socialistes de la Communauté européenne
Ancêtre du PSE, la Confédération des partis socialistes de la Communauté européennes (CPSCE) est fondée en 1974. Les socialistes sont ainsi les premiers à s'unir au niveau de la Communauté. Elle ne dispose pas de statuts, les partis membres de l'Internationale socialiste dans les pays de la Communauté européenne deviennent automatiquement membres de la Confédération. Les rôles-clés au sein de la Confédération sont assumés par les directions nationales et non par les élus socialistes au Parlement européen, à l'exception du chef de groupe.
Elle a comme premier président l’Allemand Wilhelm Dröscher (de). La France y a un statut de poids lourd. Dès sa fondation, la confédération travaille à l’élaboration d’un programme commun qui doit servir de base aux engagements des socialistes européens pour les élections de 1979. C’est Michel Rocard qui est chargé d’en rédiger la partie consacrée à la politique économique. La rédaction d'un véritable programme commun se révèle toutefois difficile et c'est finalement un Manifeste qui est approuvé en juin 1978. C'est également en 1978 que Robert Pontillon devient président de la CPSCE. En janvier 1979, la CPSCE publie un Appel à l'électorat qui souligne un certain nombre de principes communs, tels que le droit au travail ou le contrôle démocratique de l'économie.
Au moment des élections européennes de 1979 est le seul des trois groupements de partis de la Communauté européenne à avoir des membres dans les neuf pays membres. En mai 1979, Paris accueille le Printemps des socialistes européens qui rassemblent deux cents candidats et vingt mille personnes. François Mitterrand et Willy Brandt militent à ce moment pour un parti capable de transcender les clivages partis nationaux, avec un vrai pouvoir d’impulsion.
L’année suivante, le mot d’ordre pour le travail des socialistes, c’est « les socialistes contre la droite », pour lutter contre les partis qui recyclent les survivants des dictatures qui viennent de s’effondrer en Grèce, au Portugal ou en Espagne et contre la montée des droites dures en France, en Allemagne, dans les pays scandinaves ou en Grande-Bretagne.
Au début des années 1980, les socialistes européens luttent contre le thatchérisme qui se pratique en Grande-Bretagne et qui influence quelques autres pays. Mais plus le temps passe et plus l’inadaptation d’une structure qui n’est qu’un cadre de coordination se fait sentir. La victoire de la gauche aux élections européennes fit du groupe socialiste, le premier groupe au Parlement européen.
En 1989-1990, l’Histoire s’accélère et les socialistes entendent être à la hauteur des événements. La chute du Mur de Berlin, la réunification de l’Allemagne, la désagrégation du bloc soviétique, qui entraîne la disparition des régimes staliniens en Europe centrale et orientale conduisent la social-démocratie à penser plus loin. Le renforcement d’une Europe qui n’est encore qu’économique devient prioritaire.

### 1992-1997: du Parti des socialistes européens au Parti socialiste européen
En 1992, la signature du traité de Maastricht fait entrer l’Europe politique dans une nouvelle phase qui rend indispensable la transformation de la CPSCE. Le nouveau traité prévoit la constitution de partis européens pour les élections. Le congrès des 9 et 10 novembre de la même année, qui se tient à La Haye, donne naissance, après neuf mois de négociations au Parti des socialistes européens. Le nouveau parti accueille en plus des membres de l’ancienne confédération, les partis suédois, finlandais et le PDS italien. Le premier président du PSE est le Belge Willy Claes. Le nouveau parti adopte la parité dans ses instances et les partis observateurs y ont plus de droits.
Les élections européennes de 1994 confirmèrent la place du PSE comme premier parti au Parlement européen. Claes quitte bientôt la présidence du PSE, laissant la place à l’Allemand Rudolf Scharping en 1995. Puis le britannique Robin Cook a succédé à Rudolf Scharping en 2001 à la tête du PSE qui est désormais dénommé Parti socialiste européen.
Les buts que le PSE s’est fixés sont :
- le renforcement du mouvement socialiste et social-démocrate dans l’Union européenne et dans le reste de l’Europe ;
- Le développement d’étroites relations entre les partis nationaux membres, leurs groupes parlementaires, le groupe PSE au Parlement européen et le PSE lui-même ;
- L'élaboration de politiques communes pour l’Union européenne et, enfin, l’adoption d’un manifeste commun lors des élections au Parlement européen.

### Depuis 1997: conflits et perspectives

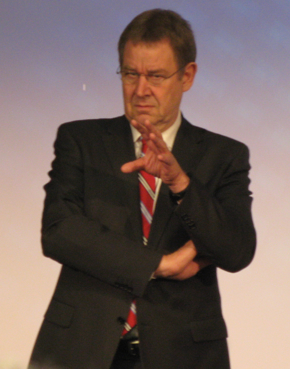
Poul Nyrup Rasmussen, président du PSE de 2004 à 2011.

Les socialistes européens sont pourtant plus que jamais divisés depuis la fin des années 1990. Le débat structurant sur l'orientation de la social-démocratie européenne se cristallise rapidement sur les personnalités de Tony Blair et de Lionel Jospin. L'un défend avec Gerhard Schröder l'ouverture vers une « troisième voie-un nouveau centre » (The third way, Der Neue Mittel) et l'autre lutte pour le maintien de la ligne classique, celle qui défend un rôle de l'État et des services publics et le concept de l'Europe politique et sociale. La division est apparue en plein jour à l'occasion des élections européennes de 1999, quand malgré l'adoption d'un programme commun du PSE, les leaders anglais et allemand ont publié quelques semaines avant le scrutin un programme prônant un « Nouveau centre ». Tandis que les socialistes français séduisent les partis du sud, ainsi que les socialistes belges, grecs ou italiens, le Labour et le SPD trouvent des émules du côté des nouvelles formations socialistes issues de l'ex-bloc communiste. Lors du congrès de Bruxelles de 2004, pour la première fois, il y eut deux candidats. Le Danois Poul Nyrup Rasmussen est le candidat tacite des Français qui souhaitent un véritable parti européen qui soit l'avant-garde d'une plus grande intégration européenne. L'Italien Giuliano Amato est le candidat « officiel » soutenu par le président sortant Robin Cook et les principales formations comme le Labour ou le SPD. Poul Nyrup Rasmussen est finalement élu avec quelques voix d'avance notamment grâce à l'intégration du vote personnel au sein des délégations au Congrès.
En décembre 2009, faisant le constat de l'échec aux élections européennes, le PSE, lors de son congrès à Prague, adopte comme résolution de nommer avant les élections européennes de 2014 un candidat pour le poste de président de la Commission européenne. Une campagne est en cours au sein du PSE pour que ce candidat soit désigné par un processus de primaires.
Le PSE compte aujourd’hui trente-trois partis membres, issus des vingt-sept pays de l'Union européenne, ainsi que de Norvège. S'y ajoutent douze partis associés et douze partis observateurs.
Malgré la reprise récente du leadership par Tony Blair sur la social-démocratie européenne, celle-ci semble encore divisée sur les stratégies à suivre vers la construction européenne. Unis dans la défense du « oui » au traité établissant une constitution pour l'Europe, la victoire du « non » en France et aux Pays-Bas a renforcé les courants euro-sceptiques ou plus à gauche. Le fossé entre les tenants d'un « socialisme au centre », qui accepte et accompagne le libéralisme économique (social-libéralisme), et les tenants d'un socialisme à gauche, qui maintient sa volonté de dépasser le capitalisme ne cesse de s'élargir. En Allemagne, un des leaders historiques du SPD Oskar Lafontaine a ainsi quitté son parti pour tenter un rassembler à gauche entre le WASG et le PDS néo-communiste, et a finalement fondé un nouveau parti, Die Linke, qui rejoint le PGE et le groupe Gauche unitaire européenne/Gauche verte nordique.
Le congrès du PSE s'est tenu à Bruxelles les 28 et 29 septembre 2012. À cette occasion, une nouvelle équipe dirigeante a été élue et une résolution promettant un retour aux valeurs progressistes qui sont au cœur du projet européen a été adoptée. Le congrès a également annoncé le début des préparatifs en vue des élections européennes de 2014, indiquant que le moment était venu de mettre en œuvre les plans du PSE pour la désignation d'un candidat commun.
Certains partis affiliés au PSE, comme le SMER – social-démocratie en Slovaquie et le Parti socialiste bulgare, ont cependant une orientation idéologique assez nationaliste et conservatrice.

### Exclusions en 2023
Rêve géorgien, la formation au pouvoir en Géorgie, est exclue du Parti socialiste européen en février 2023, étant accusée d’être prorusse. Les sociaux-démocrates slovaques sont également exclus en octobre 2023 à la suite de leur alliance avec l’extrême droite.  
L'exclusion du Parti travailliste maltais est également envisagée mais n'aboutit pas à une position commune. 

### Suspensions en 2023
Le SMER ainsi que le HLAS sont suspendus par la présidence du PSE, entrainant la même sanction pour ses eurodéputés slovaques membres du groupe S&D, étant accusés d’adopter des discours pro-russes, en faveur de l’extrême droite après avoir formé un gouvernement de coalition avec le parti SNS, mais aussi de leurs prises de positions sur "les migrations, l’État de droit, et la communauté LGBTIQ",. 

## Organisation
| Langue         | Dénomination                                 |
| -------------- | -------------------------------------------- |
| Allemand       | Sozialdemokratische Partei Europas (SPE)     |
| Anglais        | The Party of European Socialists (PES)       |
| Bulgare        | Партия на Европейските Социалисти (ПЕС)      |
| Danois         | De Europæiske Socialdemokraters Parti (ESP)  |
| Espagnol       | Partido Socialista Europeo (PSE)             |
| Estonien       | Euroopa Sotsialistlik Partei (ESP)           |
| Finnois        | Euroopan sosialidemokraattinen puolue (ESP)  |
| Français       | Parti Socialiste Européen (PSE)              |
| Grec           | Ευρωπαϊκό Σοσιαλιστικό Κόμμα (EΣK)           |
| Hongrois       | Európai Szocialisták Pártja (ESzP)           |
| Italien        | Partito Socialista Europeo (PSE)             |
| Letton         | Eiropas Sociāldemokrātiskā partija (ESP)     |
| Lituanien      | Europos socialistų partija (ESP)             |
| Luxembourgeois | Europäesch sozialistesch partei (ESP)        |
| Maltais        | Il-Partit tas-Socjalisti Ewropej (PSE)       |
| Néerlandais    | Partij van Europese Sociaal-democraten (PES) |
| Polonais       | Partia Europejskich Socjalistów (PES)        |
| Portugais      | Partido Socialista Europeu (PSE)             |
| Slovaque       | Strana európskych socialistov (SEP)          |
| Slovène        | Stranke evropskih socialdemokratov (SEP)     |
| Suédois        | Europeiska Socialisters Parti (ESP)          |
| Tchèque        | Evropských sociálních demokratů (ESD)        |

En 2004, le Congrès du PSE élit Poul Nyrup Rasmussen président du PSE. En novembre 2011, il annonce qu'il se retirait de sa fonction pour raisons de santé. C'est Sergueï Stanichev qui a assuré la présidence par intérim. Lors du 9e congrès du PSE, les 28-29 septembre 2012, Sergei Stanishev fut élu président du parti. Il est re-élu président lors des Congrès de Budapest (juin 2015) et de Lisbonne (décembre 2018). Stefan Löfven lui succède au congrès de Berlin (octobre 2022)
Les membres du PSE se retrouvent dans les principales institutions de l'Union européenne : au Parlement européen, à la Commission européenne, au Conseil de l'Union européenne, au Conseil européen et au Comité européen des régions.
Le PSE est une organisation associée de l'Internationale socialiste. Il compte à ses côtés une organisation de jeunesse (Jeunes socialistes européens) ainsi qu'une organisation pour les femmes (PSE Femmes). Il a contribué également au lancement du Forum progressiste mondial.
Le PSE regroupe 57 partis, dont certains situés dans des États non-membres de l'Union européenne, tels que le CHP en Turquie ou le Meretz en Israël.
Le Congrès du PSE se réunit deux fois tous les cinq ans et décide de l'orientation politique du PSE. Il élit un président et un/plusieurs vice-présidents, qui dirigent et représentent le PSE au quotidien. La Présidence, élue lors du Congrès, est l'instance la plus haute du PSE dans la gestion des affaires courantes du PSE.
Les Jeunes socialistes européens et le PSE Femmes sont respectivement l'organisation de jeunesse et l'organisation des femmes du PSE. Il faut aussi compter sur le réseau Rainbow Rose qui regroupe les personnes LGBT.
Les années sans congrès, le PSE organise un Conseil, qui contribue à définir la politique du PSE. Le dernier en date est le Conseil de Lisbonne, qui s'est déroulé les 1-2 décembre 2017.
Historique des conseils du PSE :
- Conseil de Lisbonne, 1-2 décembre 2017
- Conseil de Prague, 1-3 décembre 2016
- Conseil de Sofia, 22 juin 2013
- Conseil de Bruxelles, 24 novembre 2011
- Conseil de Varsovie, 2-4 décembre 2010
- Conseil de Madrid, 1-2 décembre 2008[12]
- Conseil de Sofia, 22-23 novembre 2007[13]
- Conseil de Vienne, 24-25 juin 2005[14]
- Conseil de Varsovie, 15 novembre 2002

La conférence des leaders du PSE rassemble les premiers ministres et leaders des partis membres du PSE, dois à trois fois par an. Ceux-ci définissent alors une stratégie et adoptent des résolutions communes.
Le secrétaire général convoque également le Groupe de coordination pour discuter de la planification, de la préparation, du suivi et du financement des activités du PSE. Le secrétariat du PSE, basé à Bruxelles, garantit le fonctionnement quotidien du PSE. Le secrétaire général du PSE est Achim Post.

## Programme
À la suite des élections de 2004, le Parti socialiste européen s'est réuni les 26 et 27 novembre 2004 à Madrid pour rédiger un programme : « Développer l'Europe ».
- objectifs 2007
  - accroître les investissements publics, de 2004 à 2007 de 0,3 % du PIB européen ;
  - harmoniser la base fiscale sur les sociétés.
- objectifs 2013
  - une représentation unique de la zone euro dans les institutions internationales ;
  - doubler le budget européen de la recherche ;
  - augmenter le nombre d'étudiants bénéficiant du programme Erasmus de 120 000 à 390 000 ;
  - futur industriel de l'Europe pour 2007-2013 ;
  - budget de solidarité avec les régions les plus pauvres à 0,46 % du PIB ;
  - réviser la directive sur le temps de travail ;
  - adopter une directive sur les services publics (égalité d'accès, qualité, financement) ;
  - aides agricoles dépendantes du respect des normes environnementales ;
  - faire passer de 6 % à 12 % la part des énergies renouvelables d'ici à 2010.
- objectifs 2017
  - prendre en compte la pollution des transports et du bâtiment dans le protocole de Kyoto ;
  - lancer un programme de grandes infrastructures ;
  - créer un corps de gardes-frontières européens ;
  - faire adhérer l'Union à la Convention européenne des droits de l'homme ;
  - protéger les données individuelles dans le cadre de la lutte contre le terrorisme.

## Financement
En tant que parti politique européen, le PSE a droit à un financement public européen, qu'il a reçu sans interruption depuis 2004.
Le graphique ci-dessous montre l'évolution du financement public européen reçu par le PSE.
Montant (€)Financement public européen des partis politiques européens02 000 0004 000 0006 000 0008 000 00010 000 00012 000 00020072010201320162019Somme maximum allouée au financement publicMontant de financement public effectivement reçu
Conformément au règlement sur les partis politiques européens et les fondations politiques européennes, le PSE collecte également des fonds privés pour cofinancer ses activités. En 2025, les partis européens doivent ainsi trouver au moins 10% de leurs dépenses remboursables auprès de sources privées, le reste pouvant être couvert par le financement public européen.
Le graphique ci-dessous montre l'évolution des contributions et des dons reçus par le PSE.
Montant (€)Contributions reçues par les partis politiques européens200 000400 000600 000800 0001 000 0001 200 0001 400 0002004200920142019PSE
Montant (€)Financement public européen des partis politiques européens050010001500200025002004200720102013201620192022PSE

## Membres

### Partis membres
| Pays        | Parti                                           | Chambre basse | Chambre haute | Parlement européen |
| ----------- | ----------------------------------------------- | ------------- | ------------- | ------------------ |
| Allemagne   | Parti social-démocrate d'Allemagne              | 120 / 630     | 23 / 69       | 14 / 96            |
| Autriche    | Parti social-démocrate d'Autriche               | 41 / 183      | 18 / 60       | 5 / 20             |
| Belgique    | Parti socialiste                                | 16 / 150      | 7 / 60        | 2 / 21             |
| Belgique    | Vooruit                                         | 13 / 150      | 4 / 60        | 2 / 21             |
| Bulgarie    | Parti socialiste bulgare                        | 19 / 240      |               | 2 / 17             |
| Croatie     | Parti social-démocrate de Croatie               | 37 / 151      |               | 4 / 12             |
| Chypre      | Mouvement pour la démocratie sociale            | 3 / 56        |               | 0 / 6              |
| Danemark    | Social-démocratie                               | 50 / 179      |               | 3 / 15             |
| Espagne     | Parti socialiste ouvrier espagnol               | 120 / 350     | 91 / 266      | 20 / 61            |
| Estonie     | Parti social-démocrate (Estonie)                | 9 / 101       |               | 2 / 7              |
| Finlande    | Parti social-démocrate de Finlande              | 43 / 200      |               | 2 / 15             |
| France      | Parti socialiste                                | 65 / 577      | 63 / 348      | 10 / 79            |
| Grèce       | Mouvement socialiste panhellénique              | 31 / 300      |               | 3 / 21             |
| Hongrie     | Parti socialiste hongrois                       | 10 / 199      |               | 0 / 21             |
| Irlande     | Parti travailliste                              | 11 / 174      | 2 / 60        | 1 / 14             |
| Italie      | Parti démocrate                                 | 68 / 400      | 36 / 206      | 21 / 76            |
| Italie      | Parti socialiste italien                        | 0 / 400       | 0 / 200       | 0 / 76             |
| Lettonie    | Parti social-démocrate « Harmonie »             | 0 / 100       |               | 1 / 9              |
| Lituanie    | Parti social-démocrate lituanien                | 52 / 141      |               | 2 / 11             |
| Luxembourg  | Parti ouvrier socialiste luxembourgeois         | 12 / 60       |               | 1 / 6              |
| Malte       | Parti travailliste                              | 43 / 79       |               | 3 / 6              |
| Norvège     | Parti travailliste                              | 49 / 169      |               | Pas dans l'UE      |
| Pays-Bas    | Parti travailliste                              | 13 / 150      | 8 / 75        | 4 / 31             |
| Pologne     | Nouvelle Gauche                                 | 18 / 460      | 7 / 100       | 3 / 53             |
| Portugal    | Parti socialiste (Portugal)                     | 58 / 230      |               | 8 / 21             |
| Roumanie    | Parti social-démocrate (Roumanie)               | 86 / 330      | 36 / 136      | 11 / 33            |
| Royaume-Uni | Parti travailliste (Royaume-Uni)                | 403 / 650     | 173 / 779     | Pas dans l'UE      |
| Royaume-Uni | Parti social-démocrate et travailliste          | 2 / 650       | 0 / 786       | Pas dans l'UE      |
| Slovénie    | Sociaux-démocrates                              | 7 / 90        |               | 1 / 8              |
| Suède       | Parti social-démocrate suédois des travailleurs | 106 / 349     |               | 5 / 21             |
| Tchéquie    | Social-démocratie                               | 0 / 200       | 1 / 81        | 0 / 21             |

### Partis associés
| Pays               | Parti                                            | Chambre basse | Chambre haute | Parlement européen |
| ------------------ | ------------------------------------------------ | ------------- | ------------- | ------------------ |
| Albanie            | Parti socialiste d'Albanie                       | 74 / 140      |               | Pas dans l'UE      |
| Bosnie-Herzégovine | Parti social-démocrate                           | 5 / 42        | 0 / 15        | Pas dans l'UE      |
| Bulgarie           | Parti des sociaux-démocrates bulgares            | 1 / 240       |               | 0 / 17             |
| Islande            | Alliance                                         | 6 / 63        |               | Pas dans l'UE      |
| Macédoine du Nord  | Union sociale-démocrate de Macédoine             | 31 / 120      |               | Pas dans l'UE      |
| Moldavie           | Parti démocrate de Moldavie                      | 0 / 101       |               | Pas dans l'UE      |
| Monténégro         | Parti démocratique des socialistes du Monténégro | 17 / 81       |               | Pas dans l'UE      |
| Monténégro         | Parti social-démocrate du Monténégro             | 0 / 81        |               | Pas dans l'UE      |
| Serbie             | Parti démocrate (Serbie)                         | 8 / 250       |               | Pas dans l'UE      |
| Suisse             | Parti socialiste suisse                          | 41 / 200      | 9 / 46        | Pas dans l'UE      |
| Turquie            | Parti républicain du peuple                      | 126 / 600     |               | Pas dans l'UE      |
| Turquie            | Parti démocratique des peuples                   | 56 / 600      |               | Pas dans l'UE      |

### Partis observateurs
| Pays           | Parti                                    | Chambre basse | Chambre haute | Parlement européen |
| -------------- | ---------------------------------------- | ------------- | ------------- | ------------------ |
| Andorre        | Parti social-démocrate                   | 3 / 28        |               | Pas dans l'UE      |
| Arménie        | Fédération révolutionnaire arménienne    | 10 / 107      |               | Pas dans l'UE      |
| Chypre du Nord | Parti républicain turc                   | 18 / 50       |               | Pas dans l'UE      |
| Égypte         | Parti social-démocrate égyptien          | 7 / 596       | 3 / 300       | Pas dans l'UE      |
| Géorgie        | Rêve géorgien                            | 74 / 150      |               | Pas dans l'UE      |
| Israël         | Parti travailliste israélien             | 4 / 120       |               | Pas dans l'UE      |
| Israël         | Meretz                                   | 0 / 120       |               | Pas dans l'UE      |
| Lettonie       | Parti social-démocrate du travail letton | 2 / 100       |               | 0 / 8              |
| Maroc          | Union socialiste des forces populaires   | 37 / 395      | 8 / 120       | Pas dans l'UE      |
| Palestine      | Fatah                                    | 45 / 132      |               | Pas dans l'UE      |
| Saint-Marin    | Parti des socialistes et des démocrates  | 6 / 60        |               | Pas dans l'UE      |
| Tunisie        | Ettakatol                                | 0 / 217       |               | Pas dans l'UE      |

### Membres individuels
Le PSE comprend également un certain nombre de membres individuels, bien que, comme la plupart des autres partis européens, il n'ait pas cherché à développer une adhésion individuelle de masse.
Le graphique ci-dessous montre l'évolution des membres individuels du PSE depuis 2019.
Membres individuelsMembres individuels des partis politiques européens0306090120150201920202021202220232024PSE

## Présidents
- D'avril 1974 à janvier 1979 : Wilhelm Dröscher (de) (Parti social-démocrate d'Allemagne)
- De janvier 1979 à mars 1980 : Robert Pontillon (Parti socialiste)
- De mars 1980 à mai 1987 : Joop den Uyl (Parti travailliste)
- De mai 1987 à janvier 1989 : Vítor Constâncio (Parti socialiste)
- De février 1989 à mai 1992 : Guy Spitaels (Parti socialiste)
- De novembre 1992 à octobre 1994 : Willy Claes (Socialistische Partij Anders)
- De mars 1995 à mai 2001 : Rudolf Scharping (Parti social-démocrate d'Allemagne)
- De mai 2001 à avril 2004 : Robin Cook (Parti travailliste)
- Du 24 avril 2004 au 24 novembre 2011 : Poul Nyrup Rasmussen (Sociaux-démocrates)
- Du 24 novembre 2011 au 15 novembre 2022 : Sergueï Stanichev (Parti socialiste bulgare)[21]
- Depuis le 15 octobre 2022 : Stefan Löfven (Parti social-démocrate suédois des travailleurs)

## Leaders socialistes européens

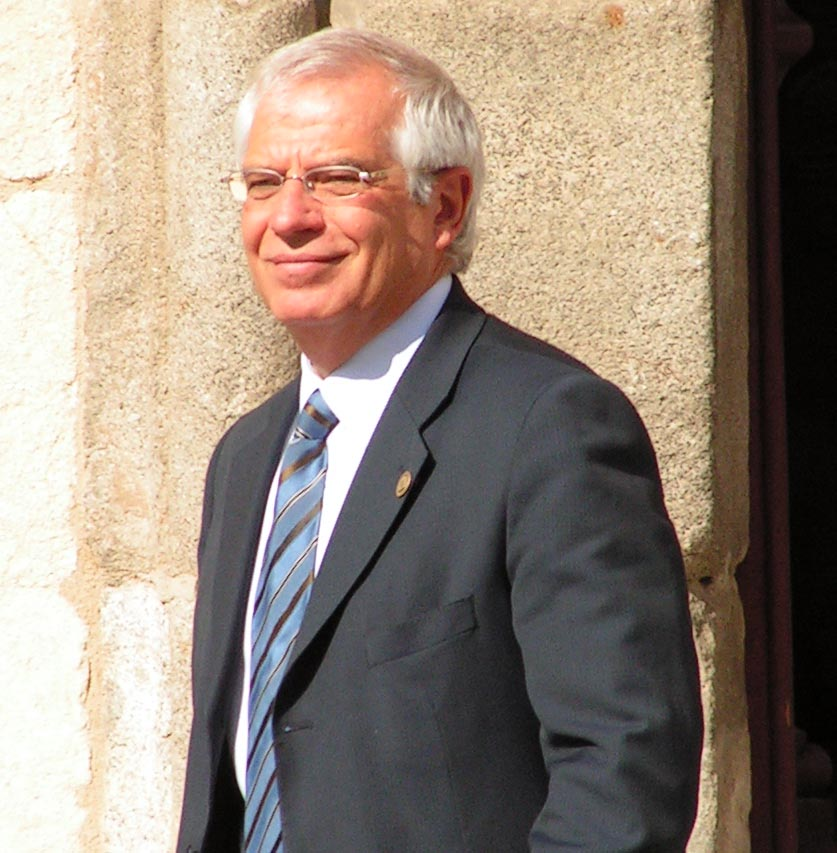
Josep Borrell, président du Parlement européen de 2004 à 2007, au XVe sommet ibéro-américain, à Salamanque, en octobre 2005.

### Membres des instances européennes
Au Parlement européen
- David Sassoli, président du Parlement européen de 2019 à sa mort en 2022

- Jens Geier, président de la délégation allemande
- Andreas Schieder, président de la délégation autrichienne
- Kathleen Van Brempt, présidente de la délégation belge
- Richard Corbett, président de la délégation britannique jusqu'en 2020
- Petar Vitanov, présidente de la délégation bulgare
- Biljana Borzan et Tonino Picula, présidents de la délégation croate
- Kóstas Mavrídis et Dimítris Papadákis, présidents de la délégation chypriote
- Christel Schaldemose, présidente de la délégation danoise
- Marina Kaljurand, présidente de la délégation estonienne
- Eero Heinäluoma et Miapetra Kumpula-Natri, présidents de la délégation finlandaise
- Sylvie Guillaume, présidente de la délégation française
- Níkos Androulákis, président de la délégation grec
- Csaba Molnár, président de la délégation hongroise
- Roberto Gualtieri, président de la délégation italienne
- Nils Ušakovs, président de la délégation lettone
- Vilija Blinkevičiūtė, présidente de la délégation lituanienne
- Nicolas Schmit, président de la délégation luxembourgeoise
- Miriam Dalli, président de la délégation maltaise
- Paul Tang, président de la délégation néerlandaise
- Robert Biedroń et Bogusław Liberadzki, présidents de la délégation polonaise
- Carlos Zorrinho, président de la délégation portugaise
- Dan Nica, président de la délégation roumaine
- Monika Beňová, président de la délégation slovaque
- Tanja Fajon, présidente de la délégation slovène
- Javier Moreno Sánchez, président de la délégation espagnole
- Heléne Fritzon, présidente de la délégation suédoise

À la Commission européenne
- Frans Timmermans : vice-président exécutif, pour un Green Deal européen
- Josep Borrell : vice-président, Haut Représentant pour les affaires étrangères et la politique de sécurité
- Maroš Šefčovič : vice-président pour les relations interinstitutionnelles et la prospective
- Jutta Urpilainen : commissaire aux partenariats internationaux
- Paolo Gentiloni : commissaire à l'économie
- Nicolas Schmit : commissaire à l'emploi et aux droits sociaux
- Helena Dalli : commissaire à l'égalité
- Elisa Ferreira : commissaire à la cohésion et aux réformes
- Ylva Johansson : commissaire aux affaires intérieures

### Dirigeants nationaux actuels

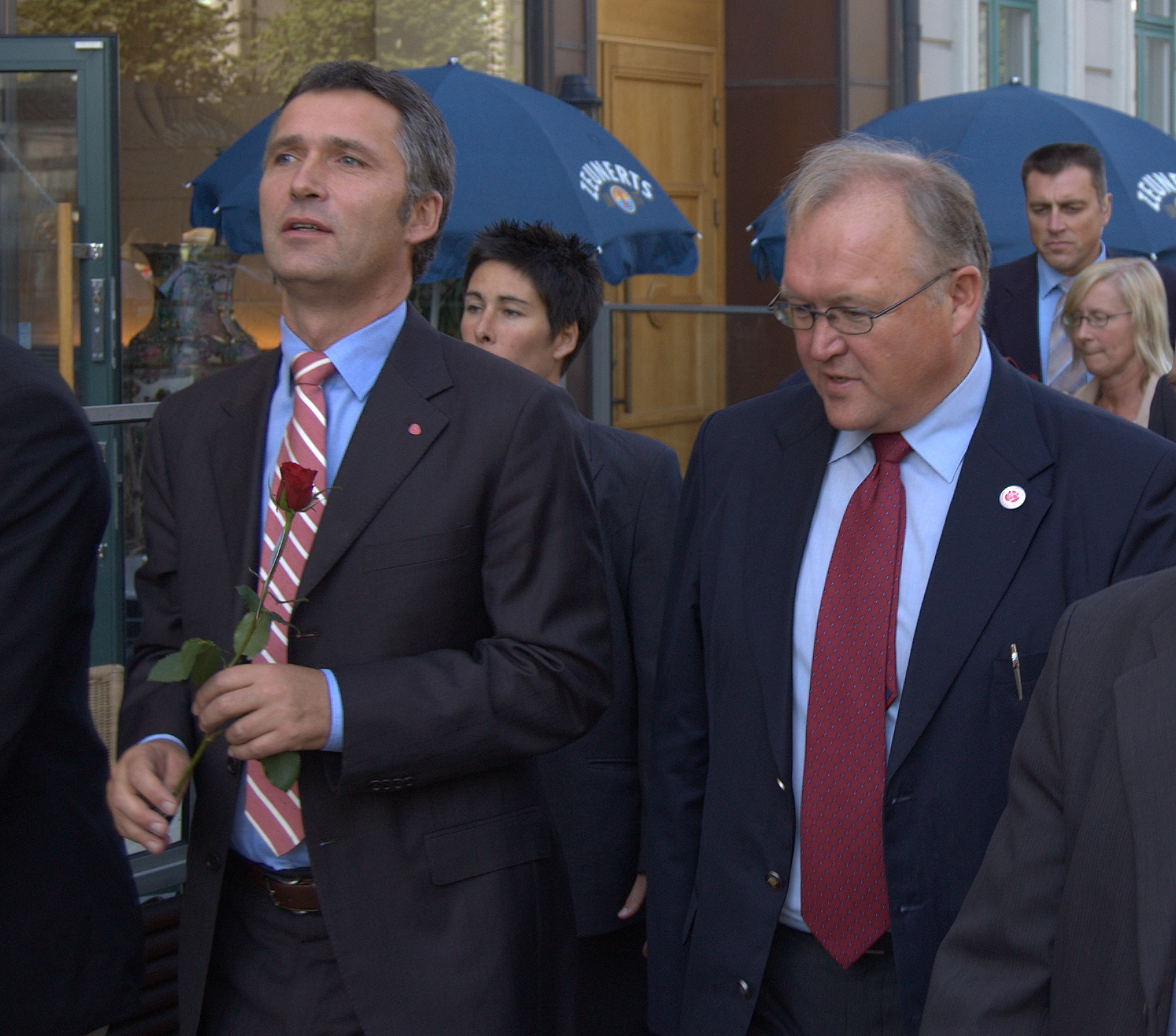
Jens Stoltenberg, ancien ministre d'État de la Norvège, et Göran Persson, ancien premier ministre suédois, à Göteborg, le 5 septembre 2006.

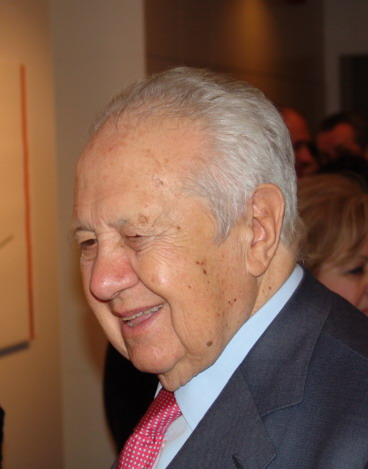
L'ancien président portugais Mário Soares, en 2006.

- Edi Rama, premier ministre albanais
- Željko Komšić, membre croate de la présidence de la Bosnie-Herzégovine
- Mette Frederiksen, Première ministre du Danemark
- Gintautas Paluckas, Premier ministre de la Lituanie
- Kristrún Frostadóttir, Première ministre d'Islande
- Pedro Sánchez, président du gouvernement espagnol
- Myriam Spiteri Debono et Robert Abela, présidente et premier ministre de Malte
- Jonas Gahr Støre, Premier ministre de Norvège
- Mahmoud Abbas, président de la Palestine
- Keir Starmer, Premier ministre du Royaume-Uni
- Robert Fico, président du gouvernement de Slovaquie[23]

En Allemagne, en Autriche, en Belgique, en Bosnie-Herzégovine, en Bulgarie, en Pologne, en Slovénie et en Suisse, des partis membres, associés ou observateurs du Parti socialiste européen participent ou soutiennent des coalitions de gouvernement sans en avoir la direction.

### Quelques leaders historiques
- Willy Brandt, ancien chancelier allemand
- Sandro Pertini, ancien Président de la République Italienne
- Jacques Delors, ancien président de la Commission européenne
- Tony Blair, ancien Premier ministre du Royaume-Uni
- Gyula Horn, ancien Premier ministre hongrois
- Lionel Jospin, ancien Premier ministre français
- François Mitterrand, ancien président de la République française
- François Hollande, ancien président de la République française
- Olof Palme, ancien Premier ministre suédois
- Helmut Schmidt, ancien chancelier allemand
- Mário Soares, ancien président portugais
- Bettino Craxi, ancien Premier ministre italien
- Michel Rocard, ancien Premier ministre français
- Wim Kok, ancien Premier ministre néerlandais
- Bruno Kreisky, ancien chancelier autrichien
- Felipe González, ancien président du gouvernement espagnol
- Zoran Đinđić, ancien Premier ministre serbe
- José Luis Rodríguez Zapatero, ancien président du gouvernement espagnol

## Représentation au sein des institutions européennes
| Organisation        | Institution                                        | Nombre de sièges |
| ------------------- | -------------------------------------------------- | ---------------- |
| Union européenne    | Parlement européen                                 | 136 / 720        |
| Union européenne    | Commission européenne                              | 4 / 27           |
| Union européenne    | Conseil européen (chefs d'État ou de gouvernement) | 3 / 27           |
| Union européenne    | Conseil de l'UE (ministres)                        |                  |
| Union européenne    | Comité européen des régions                        | 86 / 329         |
| Conseil de l'Europe | Assemblée parlementaire (dans le groupe SOC)       | 157 / 612        |

## Financements privés
Le géant américain des télécommunications AT&T sponsorise chaque année à hauteur de 12 000 euros une étude menée par la Fondation européenne d’études progressistes, un think tank rattaché au Parti socialiste européen. Une donation qui, selon le secrétaire général Ernst Stetter, ne constitue « aucun problème d’indépendance » et n'interfère pas dans le contenu des études.